# U Ji-won
U Ji-won (우지원?; 2 aprile 1973) è un ex cestista sudcoreano.

## Carriera
Ha giocato in KBL con gli Incheon Daewoo Zeus, i Cheongju SK Knights, i Seul Samsung Thunders e gli Ulsan Mobis Phoebus; si è ritirato nel 2010.